# (33290) 1998 KZ7
1998 KZ7 (asteroide 33290) é um asteroide da cintura principal. Possui uma excentricidade de 0.13377000 e uma inclinação de 17.10537º.
Este asteroide foi descoberto no dia 23 de maio de 1998 por LONEOS em Anderson Mesa.